# 沼端駅
沼端駅（ぬまばたえき）は、かつて埼玉県入間郡古谷村（現・川越市）古谷上に存在した、西武鉄道大宮線の停留場。

## 概要
二ノ関駅からまっすぐに伊佐沼のへりを走り、池の堤が北西へ向きを変える手前で分岐する道に入った場所、沼沿いに左へ向かう道との見通しのよい二差路の右手に存在した。
なお、西武鉄道が提出した線路平面図では当停留場で列車交換が可能であるかのように描かれているが、その代わりに開業当時からの交換可能停留場である二ノ関駅が通常の停留場として描かれており、当停留場が交換可能であったかどうかは詳らかでない。

## 歴史
- 1906年（明治39年）4月16日：川越電気鉄道により開業。
- 1914年（大正3年）12月：会社合併に伴い、武蔵水電川越東線の停留場となる。
- 1922年（大正11年）
  - 6月1日：会社分離に伴い武蔵鉄道（後の西武鉄道）の停留場となる。
  - 11月17日：川越東線の線名改称に伴い、大宮線の停留場となる。
- 1927年（昭和2年）8月28日 - 9月3日：車庫火災により運休。
- 1940年（昭和15年）12月20日：大宮線休止。
- 1941年（昭和16年）2月25日：大宮線の廃線に伴い廃止される。

## 廃線後の状況
併用軌道上にあったこともあり、集落の中心へ通じるごく普通の二車線道路と化して痕跡はない。

## 隣の駅
西武鉄道
大宮線
二ノ関駅 - 沼端駅 - 黒須駅